# اچ‌ام‌اس پورپویز (۱۷۹۹)
اچ‌ام‌اس پورپویز (۱۷۹۹) (به انگلیسی: HMS Porpoise (1799)) یک کشتی است که طول آن ۹۳ فوت ۰ اینچ (۲۸٫۳۵ متر) می‌باشد. این کشتی در سال ۱۷۹۹ ساخته شد.